# Helius connectus
Helius connectus là một loài ruồi trong họ Limoniidae. Chúng phân bố ở miền Australasia.